# Neolaktotetraozilkeramid a-2,3-sijaliltransferaza
Neolaktotetraozilkeramid a-2,3-sijaliltransferaza (EC 2.4.99.10, sijaliltransferaza, citidin monofosfoacetilneuraminat-neolaktotetraozilkeramid sijaliltransferaza, sijaliltransferaza 3, SAT-3, CMP-N-acetilneuraminat:neolaktotetraozilkeramid alfa-2,3-sijaliltransferaza, CMP-N-acetilneuraminat:beta--galaktozil-(1->4)--acetil-beta--glukozaminil-(1->3)-beta--galaktozil-(1->4)--glukozil(1<->1)keramid alfa-(2->3)-sijaliltransferaza) je enzim sa sistematskim imenom CMP-N-acetilneuraminat:beta--galaktozil-(1->4)--acetil-beta--glukozaminil-(1->3)-beta--galaktozil-(1->4)--glukozil-(1<->1)-keramid alfa-(2->3)-sialiltransferaza. Ovaj enzim katalizuje sledeću hemijsku reakciju
CMP--acetilneuraminat + beta-D-galaktozil-(1->4)--acetil-beta--glukozaminil-(1->3)-beta--galaktozil-(1->4)--glukozil-(1<->1)-keramid {\displaystyle \rightleftharpoons } CMP + alfa-N-acetilneuraminil-(2->3)-beta--galaktozil-(1->4)--acetil-beta--glukozaminil-(1->3)-beta--galaktozil-(1->4)--glukozil-(1<->1)-keramid

## Literatura
- Nicholas C. Price; Lewis Stevens (1999). Fundamentals of Enzymology: The Cell and Molecular Biology of Catalytic Proteins (Third изд.). USA: Oxford University Press. ISBN 019850229X.
- Eric J. Toone (2006). Advances in Enzymology and Related Areas of Molecular Biology, Protein Evolution (Volume 75 изд.). Wiley-Interscience. ISBN 0471205036.
- Branden C; Tooze J. Introduction to Protein Structure. New York, NY: Garland Publishing. ISBN 0-8153-2305-0.
- Irwin H. Segel. Enzyme Kinetics: Behavior and Analysis of Rapid Equilibrium and Steady-State Enzyme Systems (Book 44 изд.). Wiley Classics Library. ISBN 0471303097.
- William P. Jencks (1987). Catalysis in Chemistry and Enzymology. Dover Publications. ISBN 0486654605.

## Spoljašnje veze
- Neolactotetraosylceramide+alpha-2,3-sialyltransferase на 